# Телегін Василь Іванович
Василій Іванович Телегін (1936—2005) — тренер з легкої атлетики, який виховав рекордсмена світу Володимира Ященка. Заслужений тренер СРСР, заслужений тренер Української РСР.

## Біографія
Народився в слобідці Чернянка Чернянського району Курської області (нині смт Білгородської області Росії). Починав працювати вчителем фізкультури у сільській школі. Випускник Смоленського державного інституту фізичної культури.
Займався бігом на спринтерські дистанції, стрибав із жердиною, стрибав у довжину. З ростом 172 см він стрибав у висоту під 190 см.
В кінці 1950-х-початку 1960-х років в Запоріжжі були запрошені багато молодих фахівців з легкої атлетики. Серед них був і Василь Телегін. У Запоріжжя Телегін приїхав з Єсентуків і відразу потрапив у найбільший в місті спортклуб «Металург».
У 1962 році у віці 26 років закінчує кар'єру спортсмена і йде з СК «Металург», отримавши призначення тренером з легкої атлетики в колектив фізкультури Запорізького трансформаторного заводу.
У розпорядженні Телегіна був стадіон «Авангард», який знаходився в жалюгідному стані (з 1936 року він не реконструювався), зал ДК «Енергетиків» (через кілька років спортклуб «Трансформатор»).
На стадіоні «Авангард» були доріжки з гаревим покриттям, і для підготовки атлетів він слабо підходив. Відсутність належної тренувальної бази, однак, тільки стимулювала Телегіна на подолання труднощів, нестандартні рішення.
Як тренер Телегін був людиною з непростим і непередбачуваним характером, проте користувався незаперечним авторитетом.
Його підопічні відрізнялися відмінною фізичною підготовкою.
На початку роботи від Телегіна на заводі не вимагали перших місць у великому спорті. Оскільки адміністрація заводу (зокрема, генеральний директор Віктор Іванов) дбала про місця відпочинку працівників, в тому числі і спортсменів, то недалеко від підприємства, на острові Хортиця, був побудований спортивний табір. У будівельних роботах спорттабору брали участь тренери, спортсмени, в тому числі й тренер Телегін.
Телегін тренував у багатьох видах легкої атлетики. Не брався лише за молот і стаєрські дистанції. Його покликанням були стрибки у висоту. Телегіна відрізняло від інших тренерів те, як ретельно він відбирав у свої групи новачків, приділяючи особливу увагу їх антропометричним даним. Він був хорошим психологом, умів намацати індивідуальний підхід, вчив своїх підопічних аналізувати свої помилки.
Крім рекордсмена світу Володимира Ященка, серед вихованців Телегіна відомі:
| - Олександр Летніков - Володимир Летніков - Володимир Артамонов - Павло Лобанов - Олександр Сивак | - Микола Гілл - Олексій Полухін - Михайло Мішин - Ігор Тимохін - Вікторія Рибалко. |

Помер Василій Телегін 1 травня 2005 року у віці 69 років, похований на Піщаному кладовищі Запоріжжя.
Особисте життя
Телегін був одружений. Його сини — Олександр і Олексій.

## Кінохроніка
- Чемпионат Европы по легкой атлетике среди юниоров – прыжки в высоту.. — Советский спорт (киножурнал). — ЦСДФ (РЦСДФ), 1977. — № 9.
- Атака на высоту. Фильм. Творческое объединение «Экран» Автор: Грудский В., режиссёр — Габрилович А., оператор Мордмиллович И., 1978
- Ященко. — Кіножурнал. — Укркінохроніка, 1979.